# Castanheira do Ribatejo

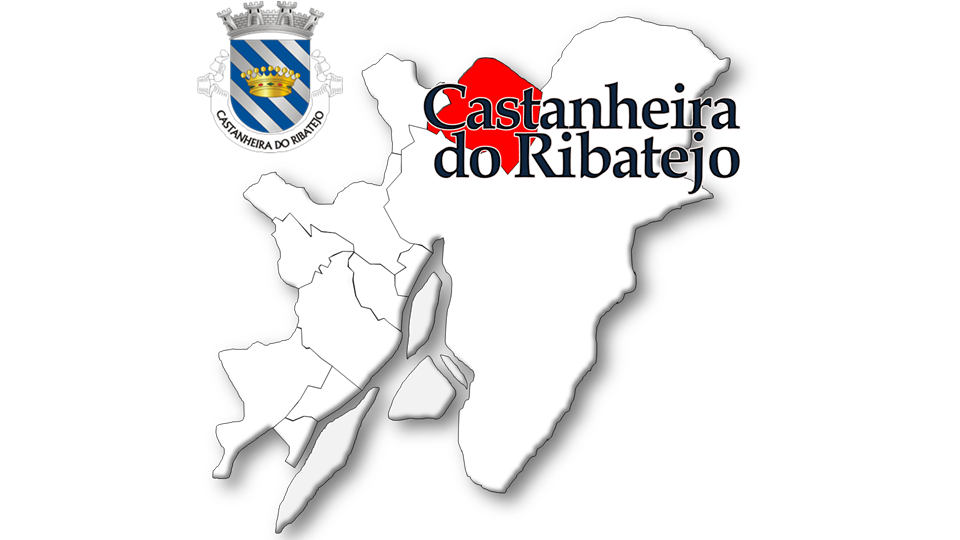
Localização da Freguesia de Castanheira do Ribatejo no município de Vila Franca de Xira

Castanheira do Ribatejo é uma vila portuguesa com 6313 habitantes (2021), que foi sede da extinta Freguesia de Castanheira do Ribatejo do Município de Vila Franca de Xira.
A Freguesia de Castanheira do Ribatejo foi extinta em 2013, no âmbito de reforma administrativa nacional, tendo sido unida à freguesia de Cachoeiras para criar a União das Freguesias de Castanheira do Ribatejo e Cachoeiras com sede em Castanheira do Ribatejo.
A povoação de Castanheira do Ribatejo, tendo sido vila e sede de um concelho extinto pelas reformas do Liberalismo oitocentista, foi de novo elevada à categoria de vila em 24 de Setembro de 1985 pela Lei n.º 49/85.
Atualmente Castanheira do Ribatejo é bastante marcada pela presença de diversos espaços fabris e armazéns de grande porte,[carece de fontes?] estando a ser construído um terminal fluvial que terá capacidade para movimentar até 400 contentores por dia.

## População
| População da freguesia de Castanheira do Ribatejo | População da freguesia de Castanheira do Ribatejo | População da freguesia de Castanheira do Ribatejo | População da freguesia de Castanheira do Ribatejo | População da freguesia de Castanheira do Ribatejo | População da freguesia de Castanheira do Ribatejo | População da freguesia de Castanheira do Ribatejo | População da freguesia de Castanheira do Ribatejo | População da freguesia de Castanheira do Ribatejo | População da freguesia de Castanheira do Ribatejo | População da freguesia de Castanheira do Ribatejo | População da freguesia de Castanheira do Ribatejo | População da freguesia de Castanheira do Ribatejo | População da freguesia de Castanheira do Ribatejo | População da freguesia de Castanheira do Ribatejo |
| ------------------------------------------------- | ------------------------------------------------- | ------------------------------------------------- | ------------------------------------------------- | ------------------------------------------------- | ------------------------------------------------- | ------------------------------------------------- | ------------------------------------------------- | ------------------------------------------------- | ------------------------------------------------- | ------------------------------------------------- | ------------------------------------------------- | ------------------------------------------------- | ------------------------------------------------- | ------------------------------------------------- |
| 1864                                              | 1878                                              | 1890                                              | 1900                                              | 1911                                              | 1920                                              | 1930                                              | 1940                                              | 1950                                              | 1960                                              | 1970                                              | 1981                                              | 1991                                              | 2001                                              | 2011                                              |
| 876                                               | 812                                               | 778                                               | 858                                               | 1 051                                             | 1 135                                             | 1 174                                             | 1 939                                             | 2 354                                             | 2 745                                             | 3 502                                             | 5 636                                             | 6 088                                             | 7 258                                             | 7 500                                             |

Pelo Decreto Lei nº 30.667, de 23/08/1940, foram integrados nesta freguesia lugares desanexados da freguesia de Cachoeiras

## Figuras ilustres da Castanheira do Ribatejo
- Senhor de Castanheira, Povos e Cheleiros e Conde de Castanheira
- D. António de Ataíde
- Francisco Igrejas Caeiro
- Diogo Figueiras (futebolista)
- Júlia Palha (atriz)

## Património
- Igreja Matriz de Castanheira do Ribatejo ou Igreja de São Bartolomeu
- Fonte de Santa Catarina
- Marco da VI Légua (datado de 1788)
- Estação Arqueológica de Época Romana Republicana de Monte dos Castelinhos[6]

## Equipamentos
- Plataforma Logística de Lisboa Norte

## Clubes Desportivos
- Juventude da Castanheira
- Grupo Columbófilo de Castanheira